# Distretto di Uda
Il distretto di Uda (宇陀郡, Uda-gun?) è uno dei distretti della prefettura di Nara, in Giappone.
Attualmente fanno parte del distretto i comuni di Mitsue e Soni.
| Controllo di autorità | VIAF (EN) 132629840 · LCCN (EN) n88105667 · J9U (EN, HE) 987007564948705171 · NDL (EN, JA) 00429265 |